# Метал Тауншип (округ Франклін, Пенсільванія)
Метал Тауншип (англ. Metal Township) — селище (англ. township) в США, в окрузі Франклін штату Пенсільванія. Населення — 1768 осіб (2020).

## Демографія
Згідно з переписом 2010 року, у селищі мешкало 1866 осіб у 718 домогосподарствах у складі 521 родини. Було 927 помешкань
Расовий склад населення:
| - 98,3 % — білих - 0,5 % — чорних або афроамериканців - 0,2 % — азіатів - 0,1 % — корінних американців |

До двох чи більше рас належало 0,9 %. Частка іспаномовних становила 0,5 % від усіх жителів.
За віковим діапазоном населення розподілялося таким чином: 24,2 % — особи молодші 18 років, 58,7 % — особи у віці 18—64 років, 17,1 % — особи у віці 65 років та старші. Медіана віку мешканця становила 42,5 року. На 100 осіб жіночої статі у селищі припадало 100,6 чоловіків;  на 100 жінок у віці від 18 років та старших — 99,0 чоловіків також старших 18 років.
Середній дохід на одне домашнє господарство  становив 61 230 доларів США (медіана — 48 281), а середній дохід на одну сім'ю — 69 461 долар (медіана — 59 107). Медіана доходів становила 45 094 долари для чоловіків та 41 250 доларів для жінок. За межею бідності перебувало 9,5 % осіб, у тому числі 17,3 % дітей у віці до 18 років та 3,6 % осіб у віці 65 років та старших.
Цивільне працевлаштоване населення становило 806 осіб. Основні галузі зайнятості: виробництво — 24,9 %, освіта, охорона здоров'я та соціальна допомога — 17,5 %, роздрібна торгівля — 9,4 %, транспорт — 8,7 %.